# もったいないばあさん
『もったいないばあさん』は、真珠まりこ作の絵本シリーズ、および作品に登場するキャラクター。

## 概要
もったいないことをしていると「もったいなーい」と言いながらどこからともなく現れ、昔ながらの知恵を使って、どうしたらもったいなくなくなるかを教えてくれるおばあさん「もったいないばあさん」を軸に物語が展開する。
2004年に講談社より出版されたシリーズ1作目『もったいないばあさん』は、2024年現在、シリーズの発行部数が累計170万部を越えるベストセラーとなり、朝日小学生新聞（もったいないばあさん）、毎日新聞（もったいないばあさん日記）、幼児雑誌「おともだち」「げんき」、環境省発行の「こどもエコクラブニュース」（もったいないばあさんがやってきた）等、さまざまなメディアでも連載されている。また、英語/日本語の対訳版ほか、フランス語、ヒンディー語、韓国語、中国語（中国/台湾）ベトナム語などで翻訳出版されている。
2020年6月には、環境省と講談社の共同プロデュースにより『もったいないばあさん』『もったいないばあさん かわを ゆく』『もったいないばあさんの いただきます』『もったいないばあさん まほうの くにへ』の4作品がWebアニメ化され、6ヶ国語（日本語、英語、フランス語、スペイン語、中国語、ヒンディー語）に対応し講談社のYouTube公式チャンネルで無料配信された。日本語版でのもったいないばあさんの声は戸田恵子が担当している。
2022年、朝日小学生新聞での「もったいないばあさん」の連載が再び始まる。

## シリーズ作品
- 2004-10-10『もったいないばあさん』第15回けんぶち絵本の里大賞受賞[5]、第3回ようちえん絵本大賞受賞[6]
- 2005-11-25『もったいないばあさんがくるよ！』第16回けんぶち絵本の里大賞受賞[7]、朝日小学生新聞の連載・春夏版
- 2005-11-25『Mottainai Grandma』もったいないばあさん対訳版、山口マリアンヌ・英語監修[5]
- 2006-11-25『もったいないばあさんかるた』[5]
- 2007-03-28『もったいないばあさんとぼく』[8]
- 2007-06-30 CDブック『もったいないばあさん音頭』真珠まりこ・作・絵/中川ひろたか・作曲/増田裕子・詞/齋藤ネコ・編曲[5]
- 2007-09-28『もったいないばあさん・もったいないことしてないかい？』第18回けんぶち絵本の里大賞受賞[9]、朝日小学生新聞の連載・秋冬版
- 2008-07-07『もったいないばあさんと考えよう世界のこと』[5]
- 2009-06-25『もったいないばあさんの いただきます』第20回けんぶち絵本の里大賞びばからす賞受賞[10]、第5回ようちえん絵本大賞受賞[11]
- 2010-03-25 DVD『もったいないばあさんと考えよう世界のこと』もったいないばあさんと考えよう世界のこと製作委員会/株式会社モーニング/文科省選定作品[12]
- 2010-05-21『もったいないばあさんと考えよう世界のこと・生きものがきえる』WWFジャパン監修[5]
- 2011-03-03『もったいないばあさん もりへいく』[5]
- 2011-03-31『もったいないばあさん まほうの くにへ』大友剛・マジック監修[5]
- 2014-09-22『もったいないばあさんの てんごくとじごくのはなし』[5]第25回けんぶち絵本の里大賞受賞[13]
- 2016-11-28『もったいないばあさんの知恵袋』毎日新聞の連載10年分を収録[5]
- 2018-05-21『もったいないばあさんの おいしいあいうえお』[5]
- 2019-03-13『もったいないばあさん かわをゆく』[5]
- 2024-03-19『もったいないばあさんのおばあちゃん』[5]。第6回「親子で読んでほしい絵本大賞」9位[14]、「この本読んで！」読者賞3位[14]

（以上特記のないものはすべて、真珠まりこ・作・絵/講談社）

## 関連イベント
- 2006年「MOTTAINAI」キャンペーンを展開し2004年にノーベル平和賞を受賞したケニアの環境保護活動家ワンガリ・マータイは、本作を介し真珠まりこと対談[15]。
- 2007年および2008年の東京国際ブックフェアにて『もったいないばあさん音頭』を披露[16]。
- もったいないばあさんのワールドレポート展「地球の問題と世界の子どもたち」[17]

いま世界で起きている問題と私たちの暮らしが、どのようにつながっているのかを伝える展示会。
命の大切さを伝える「もったいない」という言葉をキーワードに、もったいないばあさんをガイド役として2008年より開催。ユニセフホームページで公開されている実話を元に作成された、世界の子どもたちの話が登場する。これまでに、国連大学・地球環境パートナーシッププラザ、JR札幌駅コンコース、オルタナティブサミットやアースデイ会場など、全国各地で展示会と真珠まりこのトークイベントが開催された。また、2015年東京・品川のユニセフハウスで開催以降、（公財）日本ユニセフ協会全国の支部で巡回展示されている。 主催・もったいないばあさんのワールドレポート展実行委員会／後援・（公財）（財）日本ユニセフ協会
- 2009年10月マレーシア・クアラルンプール、Panasonic Power of Innovation '09 -Mottainai World-のキャラクターとして登場[18]。
- テレビ北海道・開局20周年特別番組「もったいないばあさんと考えよう世界のこと」2009年3月20日放送[19]。
- 国際宇宙ステーションに滞在中の宇宙飛行士の野口聡一によるに本作の読み聞かせ映像を撮影され、その様子が2010年3月3日に東京都新宿区立愛日小学校で初公開された[20]。
- もったいないばあさんのワールドレポート展『生きものがきえる』[21]

生きものが絶滅する問題に焦点をあて、生物多様性をテーマにした、「もったいないばあさんのワールドレポート展」パート2の展示会。
国際生物多様性年である2010年、東京都恩賜上野動物園、名古屋市東山動植物園、札幌市円山動物園などで巡回展示。名古屋で開催されたCOP10（生物多様性条約第10回締約国会議）の交流フェア会場でも、展示会と真珠まりこのトークイベントが開催された。
主催・もったいないばあさんのワールドレポート展実行委員会／後援・WWFジャパン、国際自然保護連合（IUCN）日本委員会
- 2013年3月イタリア・ボローニャ、サラ・ボルサ市立図書館にて、”Mottainai World in Bologna”もったいないばあさんのおはなし会とワークショップを開催[22]。
- 2018年より、講談社の主宰でインドの学校の子供たちに本作を読み聞かせて環境・衛生について啓蒙を図るプロジェクトを実施している[23]。
- 2018年、シリーズ100万部突破を記念して講談社は高さ20cmの「もったいないばあさん人形」を製作しし、抽選でプレゼントされるキャンペーンが行われた[24][25]。
- 2020年8月、コメダ珈琲とのコラボレーションで、作者の描きおろしデザインによる、有田焼の「もったいないばあさんコラボ ステナイカップ&ソーサー」プレゼントキャンペーンを行った[26]。
- 2022年8月15日より、全日空は機内エンターテインメントプログラムとして『もったいないばあさん』のアニメを機内上映した[27]。
- 講談社「おはなし隊」のキャラバンカーには『もったいないばあさん』が描かれており、2023年の4代目となる車体にも描かれ、全国を回っている[28]。
- 2024年、『もったいないばあさん』が20周年を迎え、東京・神保町の「ブックハウスカフェ」で5月15日から28日まで原画展が開催[29]。
- 2024年11月24日、剣淵町絵本の館にもったいないばあさんの黄色をベースにした郵便ポストが設置された[30]。

## 楽曲
- もったいないばあさん音頭

真珠まりこ・作詞・絵／中川ひろたか・作曲／増田裕子・歌／齋藤ネコ・編曲／講談社
CDブック「もったいないばあさん音頭」に収録
- もったいないばあさんの絵描きうた

真珠まりこ・作詞・絵／中川ひろたか・作曲／増田裕子・歌／齋藤ネコ・編曲／講談社
CDブック「もったいないばあさん音頭」に収録
- もったいないばあさんの子守りうた

真珠まりこ・作詞作曲／藤田恵美・歌
DVD「もったいないばあさんと考えよう世界のこと」に収録

## Webアニメ
キャスト
もったいないばあさん
- もったいないばあさん：戸田恵子
- 男の子：金田愛
- 男の子ママ：弘松芹香

もったいないばあさん かわを ゆく
- もったいないばあさん：戸田恵子
- 男の子：金田愛
- 赤ちゃん・動物・子供たち：弘松芹香、西川舞、川上ひろみ

もったいないばあさんの いただきます
- もったいないばあさん：戸田恵子
- 女の子：西川舞
- 女の子ママ：川上ひろみ

もったいないばあさん まほうの くにへ
- もったいないばあさん：戸田恵子
- マジマジ：福西勝也

スタッフ
- 作画：赤津香織（もったいないばあさん）、丹羽彩乃（かわを ゆく）、宮城有輝（いただきます）、横山優衣（まほうの くにへ）
- 仕上：橋上あきら
- 美術ボード：天利百花（かわを ゆく）
- 背景：天利百花（かわを ゆく）、髙梨莉緒奈（同）
- 撮影：石塚恵子（もったいないばあさん）、土本優貴（もったいないばあさん以外）、山田聖実（同）、家高浩司（同）
- 劇中音楽：依田伸隆
- 音響監督：横田知加子
- 音響効果：古谷友二
- 録音：東田直子
- 録音助手：木村結香、大村雛子
- 録音スタジオ：グロービジョン九段スタジオ
- 音響制作担当：中村梨沙
- 音響制作：グロービジョン
- 翻訳：長野京子（英語）、フェドゥア・ラモディエール（フランス語）、アリシア・コバヤシ（スペイン語）、蒲蒲兰（中国語）、IJ懸け橋サービシス株式会社（ヒンディー語）
- 翻訳協力：阿部啓、宇野和美、エミリ・バリストレーリ、ジュリア・マリノ、村山和之
- アニメーションプロデューサー：廣瀬清志
- 制作進行：安田悠紀
- アニメーション制作：editz × LIDENFILMS
- 監督・絵コンテ・編集：梅津朋美
- 協力：ALLIANCE TO END PLASTIC WASTE "AEPW"
- 企画・製作：講談社